# KTM 640 LC4 Enduro

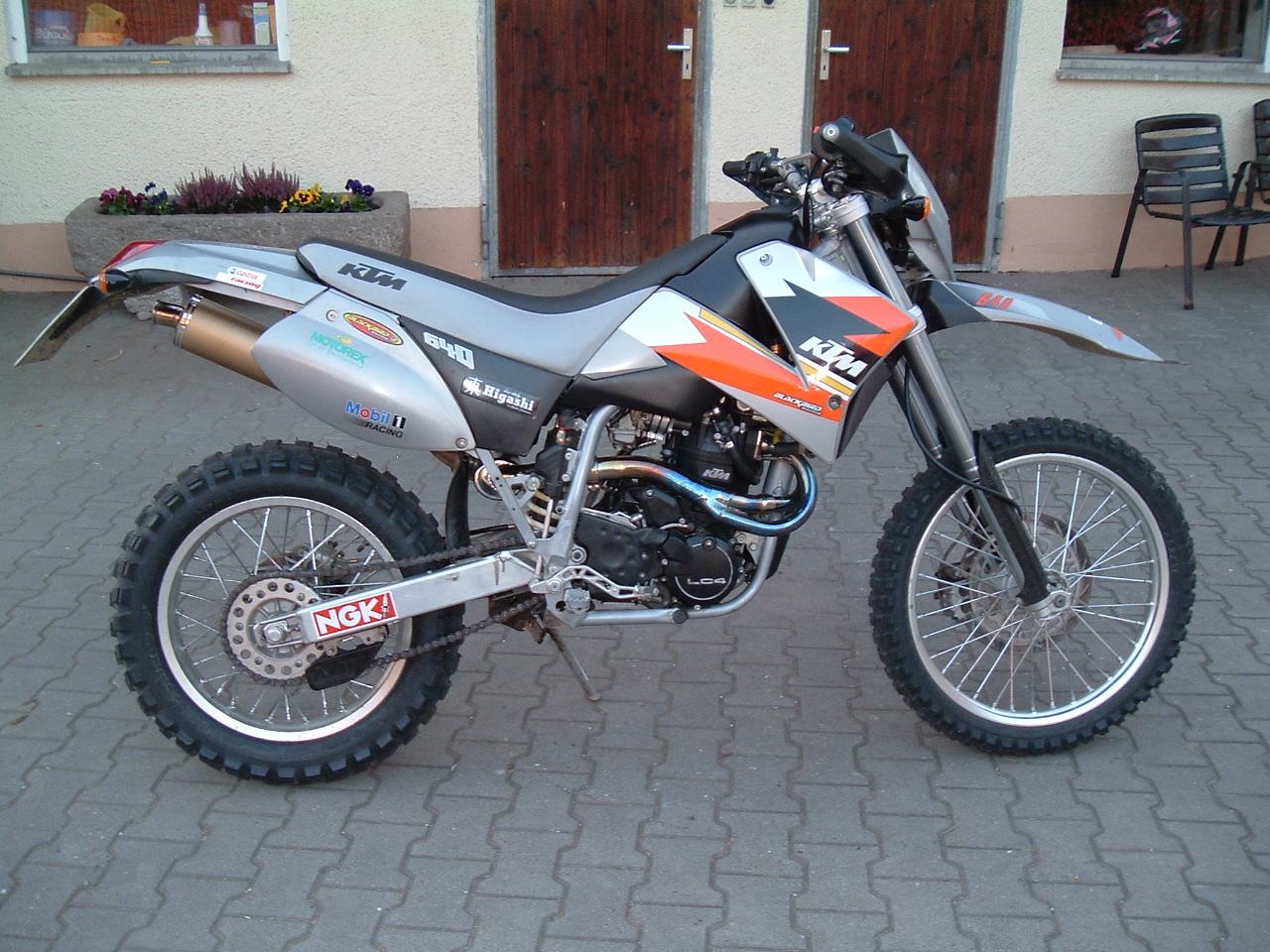
KTM LC 4 640 Enduro

Die KTM 640 LC4 Enduro ist ein Motorrad des österreichischen Motorradherstellers KTM.
Es gibt die Enduro in der KTM-Markenfarbe Orange, aber auch in Schwarz und Grau. Produziert wurde die KTM 640 LC4 Enduro von 1998 bis 2008.

## Allgemeines
Die KTM 640 LC4 Enduro genießt einen guten Ruf, vor allem wegen ihres in Aussehen, Leistung und Klang unverwechselbaren Einzylindermotors, den KTM bereits seit 1987 anbot (später in zwei Hubraumgrößen, 400 und 600 cm3) und kontinuierlich verbesserte.
Erkennbar sind verschiedene Ausbaustufen des Motors unter anderem an den Bezeichnungen der LC4-Modelle 600, 620, 625, 640 und 660.
(Die Bezeichnung SC bezieht sich auf sportlichere Ableger ("Super Competition"), deren Motoren einen kleineren Ölkreislauf haben).
Während die Fahrer der ersten Baureihen noch gelegentlich Motorschäden beklagten, galt bereits das Modell 620 als technisch wesentlich ausgereifter, unter anderem durch eine zweite Ölpumpe.
Die ungefähr 50 PS starke Enduro (400er ca. 45 PS, 620er SC ca. 60 PS) ist dank ihrer Leichtbauweise und der hohen Bodenfreiheit leicht zu manövrieren.
Der wassergekühlte Vierventiler ist relativ hoch verdichtet, hat einen kurzen Hub und eine sehr geringe Schwungmasse, sodass sich seine Motorcharakteristik deutlich von anderen Einzylindern von Suzuki und MZ oder auch von einer BMW F 650 unterscheidet. Der Rahmen der KTM 640 LC4 Enduro ist aufwendig lackiert, die Aufhängungen der Fahrwerkskomponenten sind aus hochwertigen Materialien gefertigt. Der Motor ist bei guter Pflege robust und gut zugänglich für Wartungen.

## Technische Daten (Modelljahr 2004)

### Fahrgestell
| Rahmen                                                                                  | Zentralrohrrahmen aus Chrom-Molybdän-Stahlrohren                                              | Zentralrohrrahmen aus Chrom-Molybdän-Stahlrohren                                              | Zentralrohrrahmen aus Chrom-Molybdän-Stahlrohren                                              | Zentralrohrrahmen aus Chrom-Molybdän-Stahlrohren                          | Zentralrohrrahmen aus Chrom-Molybdän-Stahlrohren |
| Gabel                                                                                   | White Power – Up Side Down 4357 MXMA                                                          | White Power – Up Side Down 4357 MXMA                                                          | White Power – Up Side Down 4357 MXMA                                                          | White Power – Up Side Down 4357 MXMA                                      |                                                  |
| Federweg vorne/hinten                                                                   | 275/275 mm                                                                                    | 275/275 mm                                                                                    | 275/275 mm                                                                                    | 275/275 mm                                                                |                                                  |
| Hinterradfederung                                                                       | Zentralfederbein (WP BAVP) mit PRO-LEVER-Anlenkung zur nadelgelagerten Alu-Hinterradschwinge  | Zentralfederbein (WP BAVP) mit PRO-LEVER-Anlenkung zur nadelgelagerten Alu-Hinterradschwinge  | Zentralfederbein (WP BAVP) mit PRO-LEVER-Anlenkung zur nadelgelagerten Alu-Hinterradschwinge  |                                                                           |                                                  |
| Bremse vorne                                                                            | Scheibenbremse mit gelochter Bremsscheibe, 2 Kolben Bremssattel schwimmend gelagert           | Scheibenbremse mit gelochter Bremsscheibe, 2 Kolben Bremssattel schwimmend gelagert           | Scheibenbremse mit gelochter Bremsscheibe, 2 Kolben Bremssattel schwimmend gelagert           |                                                                           |                                                  |
| Bremsscheibe vorne                                                                      | Durchmesser 300 mm                                                                            | Durchmesser 300 mm                                                                            | Durchmesser 300 mm                                                                            | Durchmesser 300 mm                                                        | Durchmesser 300 mm                               |
| Bremse hinten                                                                           | Scheibenbremse mit gelochter Bremsscheibe Durchmesser 220 mm, Bremssattel schwimmend gelagert | Scheibenbremse mit gelochter Bremsscheibe Durchmesser 220 mm, Bremssattel schwimmend gelagert | Scheibenbremse mit gelochter Bremsscheibe Durchmesser 220 mm, Bremssattel schwimmend gelagert |                                                                           |                                                  |
| Bereifung vorne / Luftdruck                                                             | 90/90-21, Luftdruck Straße solo 1,8 bar, Luftdruck Straße sozius 2,0 bar                      | 90/90-21, Luftdruck Straße solo 1,8 bar, Luftdruck Straße sozius 2,0 bar                      | 90/90-21, Luftdruck Straße solo 1,8 bar, Luftdruck Straße sozius 2,0 bar                      | 90/90-21, Luftdruck Straße solo 1,8 bar, Luftdruck Straße sozius 2,0 bar  |                                                  |
| Bereifung hinten / Luftdruck                                                            | 130/80-18, Luftdruck Straße solo 2,0 bar, Luftdruck Straße sozius 2,2 bar                     | 130/80-18, Luftdruck Straße solo 2,0 bar, Luftdruck Straße sozius 2,2 bar                     | 130/80-18, Luftdruck Straße solo 2,0 bar, Luftdruck Straße sozius 2,2 bar                     | 130/80-18, Luftdruck Straße solo 2,0 bar, Luftdruck Straße sozius 2,2 bar |                                                  |
| Tankinhalt                                                                              | 11,2 Liter, 2,5 Liter Reserve                                                                 | 11,2 Liter, 2,5 Liter Reserve                                                                 | 11,2 Liter, 2,5 Liter Reserve                                                                 |                                                                           |                                                  |
| Übersetzung-Hinterrad                                                                   | 16:42                                                                                         | 16:42                                                                                         | 16:42                                                                                         | 16:42                                                                     |                                                  |
| Kette                                                                                   | 5/8 × 1/4" X-Ring                                                                             | 5/8 × 1/4" X-Ring                                                                             | 5/8 × 1/4" X-Ring                                                                             | 5/8 × 1/4" X-Ring                                                         |                                                  |
| Scheinwerfer: H4 12V 60/55 W (Sockel P43t) Begrenzungslicht: 12V 5W (Sockel W 2,1x9,5d) | Instrumentenbeleuchtung: LED Kontrolllampen: LED                                              | Bremslicht: 12V 21/5W (Sockel BaY15d) Rücklicht: 12V 21/5W (Sockel BaY15d)                    | Blinker: 12V 10 W (Sockel Ba15s) Kennzeichenbeleuchtung: 12V 5W (Sockel W2,1x9,5d)            |                                                                           |                                                  |
| Batterie                                                                                | wartungsfreie Batterie 12V 8,6 Ah                                                             | wartungsfreie Batterie 12V 8,6 Ah                                                             | wartungsfreie Batterie 12V 8,6 Ah                                                             | wartungsfreie Batterie 12V 8,6 Ah                                         |                                                  |
| Steuerkopfwinkel                                                                        | 62°                                                                                           | 62°                                                                                           | 62°                                                                                           | 62°                                                                       |                                                  |
| Radstand                                                                                | 1510 ±10 mm                                                                                   | 1510 ±10 mm                                                                                   | 1510 ±10 mm                                                                                   | 1510 ±10 mm                                                               |                                                  |
| Sitzhöhe unbelastet                                                                     | 910 mm                                                                                        | 910 mm                                                                                        | 910 mm                                                                                        | 910 mm                                                                    |                                                  |
| Bodenfreiheit unbelastet                                                                | 300 mm                                                                                        |                                                                                               |                                                                                               |                                                                           |                                                  |
| Trockengewicht                                                                          | 144 kg                                                                                        | 144 kg                                                                                        | 144 kg                                                                                        | 144 kg                                                                    |                                                  |
| höchstzul. Achslast vorne                                                               | 150 kg                                                                                        | 150 kg                                                                                        | 150 kg                                                                                        | 150 kg                                                                    |                                                  |
| höchstzul. Achslast hinten                                                              | 200 kg                                                                                        | 200 kg                                                                                        | 200 kg                                                                                        | 200 kg                                                                    |                                                  |
| höchstzul. Gesamtgewicht                                                                | 350 kg                                                                                        | 350 kg                                                                                        | 350 kg                                                                                        | 350 kg                                                                    |                                                  |

### Motor
| Bauart               | Einzylinder-Viertakt-Ottomotor mit Ausgleichswelle und E-Starter, flüssigkeitsgekühlt         | Einzylinder-Viertakt-Ottomotor mit Ausgleichswelle und E-Starter, flüssigkeitsgekühlt         | Einzylinder-Viertakt-Ottomotor mit Ausgleichswelle und E-Starter, flüssigkeitsgekühlt         | Einzylinder-Viertakt-Ottomotor mit Ausgleichswelle und E-Starter, flüssigkeitsgekühlt         | Einzylinder-Viertakt-Ottomotor mit Ausgleichswelle und E-Starter, flüssigkeitsgekühlt         |
| Hubraum              | 625 cm³                                                                                       | 625 cm³                                                                                       | 625 cm³                                                                                       | 625 cm³                                                                                       |                                                                                               |
| Bohrung/Hub          | 101/78 mm                                                                                     | 101/78 mm                                                                                     | 101/78 mm                                                                                     | 101/78 mm                                                                                     |                                                                                               |
| Verdichtung          | 11,7 : 1                                                                                      | 11,7 : 1                                                                                      | 11,7 : 1                                                                                      |                                                                                               |                                                                                               |
| Kraftstoff           | bleifreier Superkraftstoff mit mind. 95 Oktan (ROZ); 80–94 Oktan bei anderer Zündkurve        | bleifreier Superkraftstoff mit mind. 95 Oktan (ROZ); 80–94 Oktan bei anderer Zündkurve        | bleifreier Superkraftstoff mit mind. 95 Oktan (ROZ); 80–94 Oktan bei anderer Zündkurve        |                                                                                               |                                                                                               |
| Steuerung            | 4 Ventile über Kipphebel u. 1 Nockenwelle gesteuert, Antrieb der Nockenwelle mit Einfachkette | 4 Ventile über Kipphebel u. 1 Nockenwelle gesteuert, Antrieb der Nockenwelle mit Einfachkette | 4 Ventile über Kipphebel u. 1 Nockenwelle gesteuert, Antrieb der Nockenwelle mit Einfachkette | 4 Ventile über Kipphebel u. 1 Nockenwelle gesteuert, Antrieb der Nockenwelle mit Einfachkette | 4 Ventile über Kipphebel u. 1 Nockenwelle gesteuert, Antrieb der Nockenwelle mit Einfachkette |
| Nockenwelle          | 249/1                                                                                         | 249/1                                                                                         | 249/1                                                                                         |                                                                                               |                                                                                               |
| Ventildurchmesser    | Einlass: 36 mm, Auslass: 32 mm                                                                | Einlass: 36 mm, Auslass: 32 mm                                                                | Einlass: 36 mm, Auslass: 32 mm                                                                | Einlass: 36 mm, Auslass: 32 mm                                                                |                                                                                               |
| Ventilspiel kalt     | Einlass: 0,12–0,15 mm, Auslass: 0,12–0,15 mm                                                  | Einlass: 0,12–0,15 mm, Auslass: 0,12–0,15 mm                                                  | Einlass: 0,12–0,15 mm, Auslass: 0,12–0,15 mm                                                  | Einlass: 0,12–0,15 mm, Auslass: 0,12–0,15 mm                                                  |                                                                                               |
| Kurbelwellenlagerung | 2 Zylinderrollenlager                                                                         | 2 Zylinderrollenlager                                                                         | 2 Zylinderrollenlager                                                                         |                                                                                               |                                                                                               |
| Pleuellager          | Nadellager                                                                                    | Nadellager                                                                                    | Nadellager                                                                                    | Nadellager                                                                                    |                                                                                               |
| Kolbenbolzenlager    | Bronzebuchse                                                                                  | Bronzebuchse                                                                                  | Bronzebuchse                                                                                  | Bronzebuchse                                                                                  | Bronzebuchse                                                                                  |
| Kolben               | Leichtmetall, geschmiedet                                                                     | Leichtmetall, geschmiedet                                                                     | Leichtmetall, geschmiedet                                                                     |                                                                                               |                                                                                               |
| Kolbenringe          | 1 Kompressionsring, 1 Minutenring, 1 Ölabstreifring                                           | 1 Kompressionsring, 1 Minutenring, 1 Ölabstreifring                                           | 1 Kompressionsring, 1 Minutenring, 1 Ölabstreifring                                           | 1 Kompressionsring, 1 Minutenring, 1 Ölabstreifring                                           |                                                                                               |
| Motorschmierung      | 2 Eaton-Pumpen                                                                                | 2 Eaton-Pumpen                                                                                | 2 Eaton-Pumpen                                                                                | 2 Eaton-Pumpen                                                                                |                                                                                               |
| Motoröl              | nur vollsynthetische Motoröle, welche die Qualitätsanforderungen von JASO MA erfüllen         | nur vollsynthetische Motoröle, welche die Qualitätsanforderungen von JASO MA erfüllen         | nur vollsynthetische Motoröle, welche die Qualitätsanforderungen von JASO MA erfüllen         | nur vollsynthetische Motoröle, welche die Qualitätsanforderungen von JASO MA erfüllen         |                                                                                               |
| Füllmenge Motoröl    | ca. 2,1 Liter einschließlich Rahmen                                                           | ca. 2,1 Liter einschließlich Rahmen                                                           | ca. 2,1 Liter einschließlich Rahmen                                                           | ca. 2,1 Liter einschließlich Rahmen                                                           |                                                                                               |
| Primärtrieb          | gerade verzahnte Stirnräder 31 : 79 Z                                                         | gerade verzahnte Stirnräder 31 : 79 Z                                                         | gerade verzahnte Stirnräder 31 : 79 Z                                                         | gerade verzahnte Stirnräder 31 : 79 Z                                                         |                                                                                               |
| Kupplung             | Mehrscheibenkupplung im Ölbad, hydraulisch betätigt                                           | Mehrscheibenkupplung im Ölbad, hydraulisch betätigt                                           | Mehrscheibenkupplung im Ölbad, hydraulisch betätigt                                           | Mehrscheibenkupplung im Ölbad, hydraulisch betätigt                                           |                                                                                               |
| Getriebe             | 5-Gang, klauengeschaltet                                                                      | 5-Gang, klauengeschaltet                                                                      | 5-Gang, klauengeschaltet                                                                      |                                                                                               |                                                                                               |
| Getriebeübersetzung  | 1. Gang 14 : 35, 2. Gang 15 : 24, 3. Gang 18 : 21, 4. Gang 20 : 19, 5. Gang 22 : 18           | 1. Gang 14 : 35, 2. Gang 15 : 24, 3. Gang 18 : 21, 4. Gang 20 : 19, 5. Gang 22 : 18           | 1. Gang 14 : 35, 2. Gang 15 : 24, 3. Gang 18 : 21, 4. Gang 20 : 19, 5. Gang 22 : 18           | 1. Gang 14 : 35, 2. Gang 15 : 24, 3. Gang 18 : 21, 4. Gang 20 : 19, 5. Gang 22 : 18           |                                                                                               |
| Zündanlage           | kontaktlos gesteuerte DC-CDI Zündanlage mit digitaler Zündverstellung, Typ KOKUSAN 4K5        | kontaktlos gesteuerte DC-CDI Zündanlage mit digitaler Zündverstellung, Typ KOKUSAN 4K5        | kontaktlos gesteuerte DC-CDI Zündanlage mit digitaler Zündverstellung, Typ KOKUSAN 4K5        | kontaktlos gesteuerte DC-CDI Zündanlage mit digitaler Zündverstellung, Typ KOKUSAN 4K5        |                                                                                               |
| Zündzeitpunkt        | Kennfeldgesteuert über TPS                                                                    | Kennfeldgesteuert über TPS                                                                    | Kennfeldgesteuert über TPS                                                                    | Kennfeldgesteuert über TPS                                                                    |                                                                                               |
| Generator            | 12V, 200W                                                                                     | 12V, 200W                                                                                     | 12V, 200W                                                                                     | 12V, 200W                                                                                     |                                                                                               |
| Zündkerze            | NGK DCPR 8 E                                                                                  | NGK DCPR 8 E                                                                                  | NGK DCPR 8 E                                                                                  |                                                                                               |                                                                                               |
| Elektrodenabstand    | 0,9 mm                                                                                        | 0,9 mm                                                                                        | 0,9 mm                                                                                        | 0,9 mm                                                                                        |                                                                                               |
| Kühlung              | Flüssigkeitskühlung, permanente Umwälzung der Kühlflüssigkeit durch Wasserpumpe               | Flüssigkeitskühlung, permanente Umwälzung der Kühlflüssigkeit durch Wasserpumpe               | Flüssigkeitskühlung, permanente Umwälzung der Kühlflüssigkeit durch Wasserpumpe               | Flüssigkeitskühlung, permanente Umwälzung der Kühlflüssigkeit durch Wasserpumpe               |                                                                                               |
| Kühlflüssigkeit      | 1 Liter, Mischungsverhältnis 50 % Frostschutz, 50 % Wasser, mindestens −25 °C                 | 1 Liter, Mischungsverhältnis 50 % Frostschutz, 50 % Wasser, mindestens −25 °C                 | 1 Liter, Mischungsverhältnis 50 % Frostschutz, 50 % Wasser, mindestens −25 °C                 | 1 Liter, Mischungsverhältnis 50 % Frostschutz, 50 % Wasser, mindestens −25 °C                 |                                                                                               |
| Starthilfe           | Elektrostarter und Kickstarter                                                                | Elektrostarter und Kickstarter                                                                | Elektrostarter und Kickstarter                                                                | Elektrostarter und Kickstarter                                                                |                                                                                               |

## Andere Modelle
Ausführungen mit der Bezeichnung SM bzw. Supermoto unterscheiden sich im Wesentlichen durch kleinere Räder mit Straßen-Rennbereifung, größerer Vorderbremse und strafferer Fahrwerksabstimmung von der Enduro.
Die Rennen, in denen diese "Supermotard" seit Mitte der achtziger Jahre des vorigen Jahrhunderts eingesetzt werden, finden auf Rundkursen mit hohem off-road-Anteil statt.
Ein weiteres Modell ist die LC4 620 SC. SC steht für Super Competition. Diese Ausführung wurde bis 2001 gebaut und ist für den Wettbewerbseinsatz konzipiert worden. Es gibt sie sowohl in der Enduro- als auch in der Supermotardversion (SM) mit Straßenzulassung. Hauptunterschiede sind eine höhere Leistung mit ca. 60 PS und 55 Nm, geringes Gewicht (ca. 130 kg fahrfertig), kein Sozius, extrem kleiner Ölkreislauf (ca. 1,3 l) und damit höhere Ölwechselintervalle (alle 5 h im Wettbewerbseinsatz oder alle 2500 km) und kleinerem Generator (ca. 100 W). Die Maschine ist recht selten und erreicht bei guter Wartung entsprechende Preise auf dem Gebrauchtmarkt. Nachteile sind ein höheres Wartungspensum, ein empfindlicher Vergaser (Höhenunterschiede bei z. B. Pässe fahren) und starke Vibrationen.
Ein anderes Modell mit nur geringen Unterschieden zur KTM 640 LC4 Enduro ist die KTM 400 LS-E Military der deutschen Bundeswehr. LS-E stand ursprünglich für "Low Seat – Electric Start".
Diese Modellreihe wurde für den zivilen Markt nur kurz (mit 400 und 609 cm3) angeboten, obwohl sie mit stark reduzierten Federwegen ähnlich geländetauglich war wie die "hohe", normale Ausführung.
(siehe "Enduro Magazin" 7/1997, "MO" 8/1997 e.al.)
1997 führte KTM die Modellreihe "Adventure" mit rahmenfester Verkleidung und 30-Liter-Tank ein, die den Rallyemaschinen (Paris-Dakar) nachempfunden war.